# Mario Claut
Mario Claut (Trieste, 16 agosto 1929 – 28 settembre 2010) è stato un calciatore italiano, di ruolo difensore.

## Carriera
Ha a lungo militato nella Triestina (dal 1948 al 1959, con l'intermezzo di due stagioni al Fanfulla), prevalentemente come rincalzo, riuscendo a trovare regolarmente un posto da titolare solamente nella stagione 1955-1956, nella quale totalizza 22 presenze in Serie A.
Chiude la carriera disputando tre stagioni con la maglia del Catanzaro.
In carriera ha totalizzato complessivamente 35 presenze in serie A (tutte con la Triestina), aveva esordito nella massima serie il 14 gennaio 1951 nella partita Novara-Triestina (4-1) e 86 presenze in serie B (31 col Fanfulla, 2 con la Triestina e 53 col Catanzaro).

## Palmarès

### Club

#### Competizioni nazionali
- Serie B: 1

Triestina: 1957-1958